# Apalis grisa
El apalis grisa o apalis gris (Apalis cinerea) és una espècie d'ocell passeriforme que pertany a la família Cisticolidae pròpia de les muntanyes que circumden Àfrica central.

## Taxonomia
Va ser descrit científicament el 1891 pel zoòleg anglès Richard Bowdler Sharpe amb el nom binomial d'Euprinodes cinereus. Posteriorment va ser traslladat al gènere Apalis.
Es reconeixen quatre subespècies:
- A. c. cinerea (Sharpe, 1891) - es troba a l'est de la República Democràtica del Congo i Sudan del Sud fins al centre de Kenya i el nord-oest de Tanzània. També es troba al sud-est de Nigèria, l'oest de Camerun i nord-oest de Gabon.
- A. c. sclateri (Alexander, 1903) - localitzada a la illa de Bioko i els voltants del mont Camerun;
- A. c. grandis (Boulton, 1931) - present a l'oest d'Angola.
- A. c.funebris (Bannerman, 1937) - Boscos muntanyos de Nigèria i Camerun

## Distribució i hàbitat
Es troba a les muntanyes que envolten Àfrica Central, especialment les de la regió dels Grans Llacs, disseminat per l'oest d'Angola, Burundi, l'est del Camerun, l'est de la República Democràtica del Congo, Guinea Equatorial, Gabon, Kenya, el sud-oest de Nigèria, Ruanda, Sudan del Sud, Tanzània i Uganda.
L'hàbitat natural són els boscos humits tropicals de muntanya.